# つぐみ座
つぐみ座（つぐみざ、鶫座、Turdus Solitarius）は、1776年にフランスの天文学者のピエール・シャルル・ルモニエがてんびん座とうみへび座の間に作った星座である。
実際にはツグミではなく、インド洋のロドリゲス島に生息していたロドリゲスドードーを元にした星座であると考えられている。1761年の金星の太陽面通過観測のためにフランス人天文学者アレクサンドル・パングレがロドリゲス島へ遠征したことを記念して名付けられた。なぜこの鳥が選ばれたのかは定かではない。
後に、イギリスの物理学者トマス・ヤングは「きつつき座」と、スコットランドのアマチュア天文家 アレクサンダー・ジェイミソンはふくろう座とした。いずれも、1922年の国際天文学連合（IAU）総会で定められた88星座には含まれていない。